# Das Jahr 2440: ein Traum aller Träume

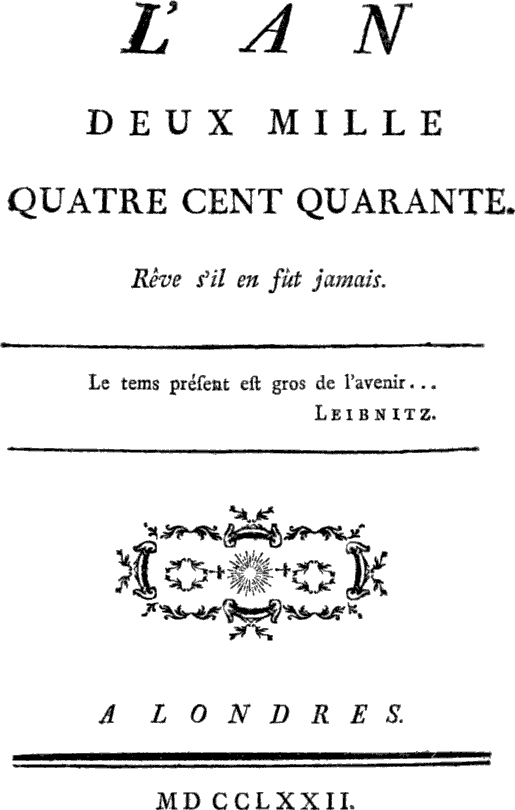
Titelblatt der französischen Ausgabe von 1772

Das Jahr 2440: ein Traum aller Träume (französisch L’An 2440, rêve s’il en fut jamais) ist ein 1771 erschienener Roman des Autors Louis-Sébastien Mercier.
L’An 2440 ist ein sozial-kulturell orientierter utopischer Roman, in dem die Realität des französischen Absolutismus dem Ideal einer freien, auf vernünftigen Übereinkünften basierenden Gesellschaft gegenübergestellt wird. Dabei nimmt die Kritik der bestehenden Zustände und der herrschenden Schicht, der das Schicksal der „Massen“ egal ist, einen großen Teil ein.

## Inhalt

Titelblatt der deutschen Übersetzung von 1772

Der Ich-Erzähler des Romans schläft im Paris des Jahres 1769 ein und erwacht im Jahr 2440 als alter Mann. Vor seiner Tür erwartet ihn ein Paris, in dem nach einer erfolgreichen und friedlichen Revolution Vernunft und Gemeingeist herrschen. Die Aristokratie existiert nicht mehr und alle Bürger der Stadt sind Intellektuelle, das Verkehrswesen ist rücksichtsvoll geregelt, Behinderte bekommen Hilfe für ihre alltäglichen Erledigungen; ferner nimmt die Religiosität eine andere Stellung ein: So repräsentiert sie nicht mehr eine Unsterblichkeit der Seele, sondern ein persönliches Testament, das alle Bürger abfassen, übernimmt diese Rolle.
Für Leser aus der Gegenwart ist es erstaunlich, zu sehen, wie viele der – für Mercier noch utopischen – Ideen sich mit der Zeit durchgesetzt haben, und welche der von ihm vorgeschlagenen Verbesserungen nicht (darunter z. B. die Abschaffung der Steuern und des Tabaks). Als Preis dieser als moralisch und herrschaftsarm beschriebenen Gesellschaft tritt eine äußere und innere Zensur zutage mit einem System von Strafen für die schriftliche Äußerung bestimmter Inhalte (etwa der Pornografie), dem sich die Pariser Bürger in dem Roman freiwillig unterwerfen.

## Rezeption
Der Roman gilt als Schnittstelle zwischen der utopischen Literatur und dem sich im 18./19. Jahrhundert langsam entwickelnden Science-Fiction-Genre; da Mercier seine Geschichte, anders als Autoren älterer utopischer Romane, in der Zukunft der eigenen Stadt und des eigenen Landes statt an einem fernen, sozusagen alternativen Ort ansiedelte, wirkten die von ihm gemachten Vorschläge direkter, was den Roman zudem auch in den politischen Raum bewegte.
L’An 2440 war zu seiner Zeit ein sehr erfolgreicher Roman, der auch in anderen europäischen Ländern Beachtung fand; besonders in Deutschland begeisterten sich zahlreiche Schriftsteller für die soziale Utopie Merciers.

## Ausgaben
- Das Jahr zwey tausend vier hundert und vierzig. Ein Traum aller Träume (Deutsch von Christian Felix Weiße). London 1772 (Digitalisat)
- Das Jahr 2440. Ein Traum aller Träume. Deutsch von Christian Felix Weiße. Hrsg., mit Erläuterungen und einem Nachwort versehen von Herbert Jaumann, Frankfurt am Main 1982 (Phantastische Bibliothek, Bd. 50), ISBN 3518371762
- L’an deux mille quatre cent quarante. Rêve s’il en fut jamais [1771], Londres [recte: Neuchâtel?] M.DCC.LXXVI. (= 1776).
- Das Jahr 2440 (von Mercier). London (Schwickert in Leipzig); 2. Aufl. 1782. Katalog der seit dem 17.Jahrhunderte bis auf die neueste Zeit unter falscher Firma erschienenen Schriften. E. O. Weller, Leipzig 1849. S. 9 (1ste Auflage 1776)